# Museo imperiale del Brasile
Il Museo imperiale del Brasile (in portoghese: Museu Imperial) è un centro museale del Brasile che ha sede presso il palazzo imperiale di Petrópolis.

## Galleria d'immagini

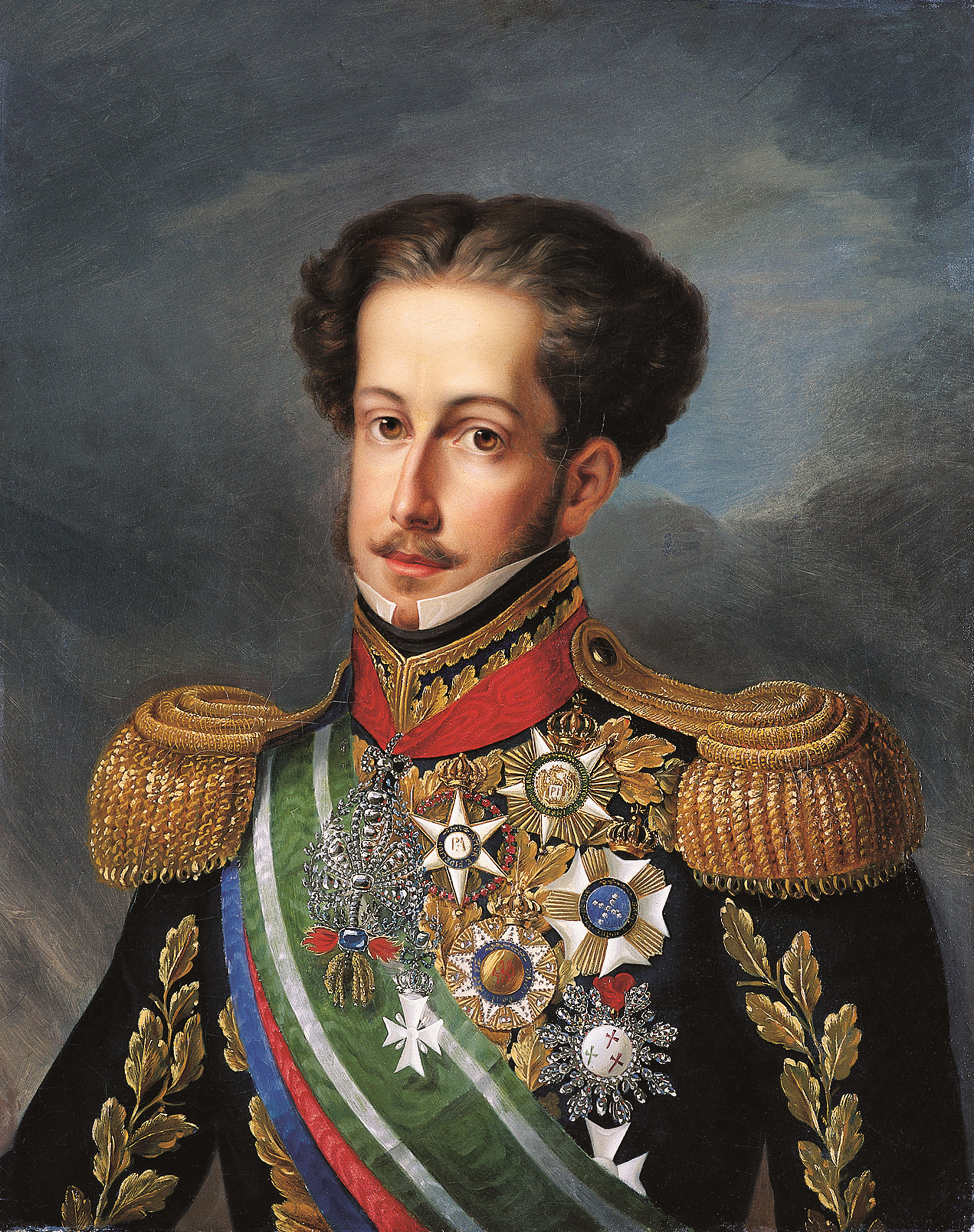
L'ultimo ritratto di Pietro I
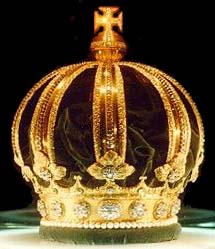
Corona imperiale brasiliana
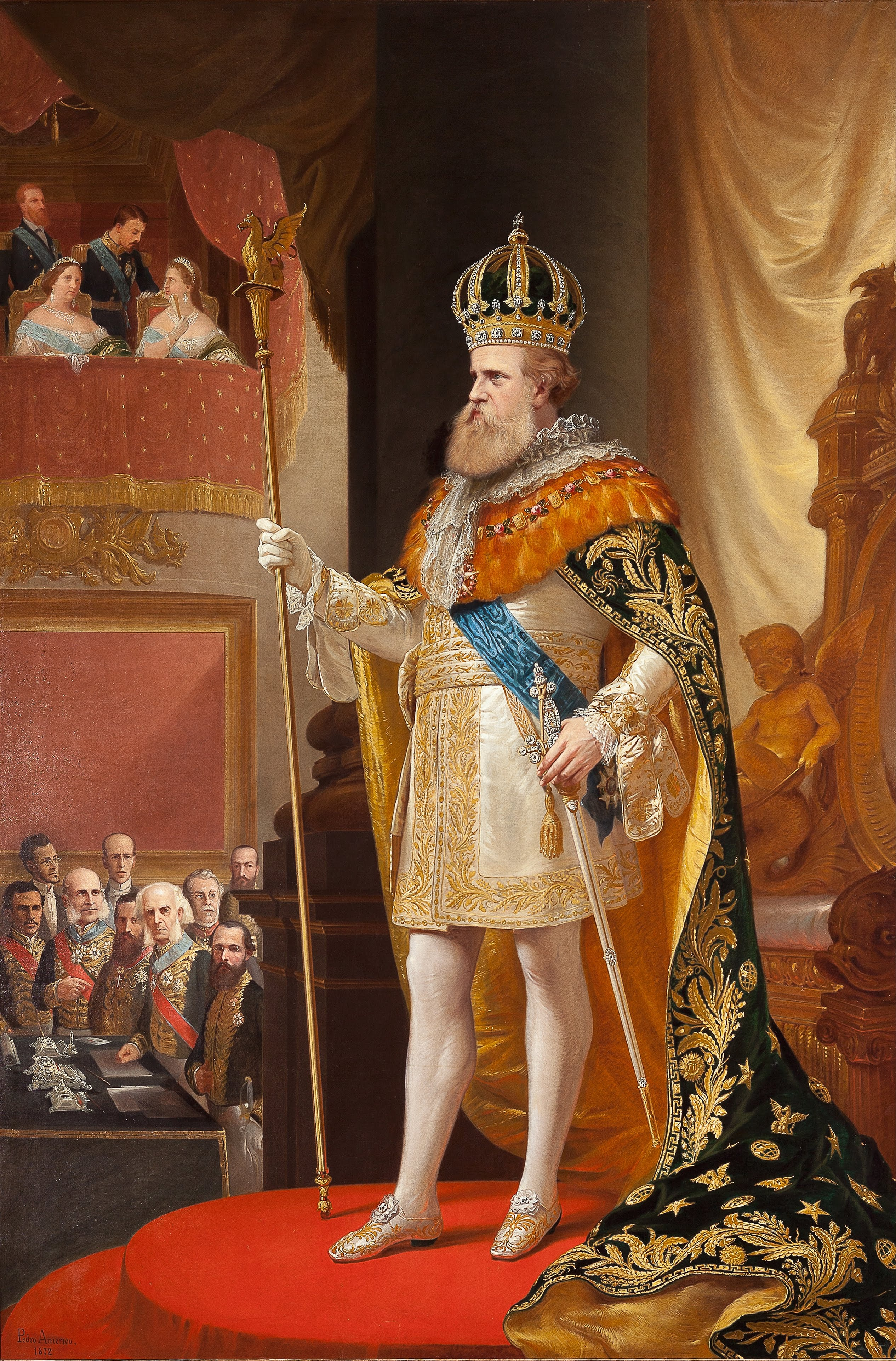
Discorso dal trono
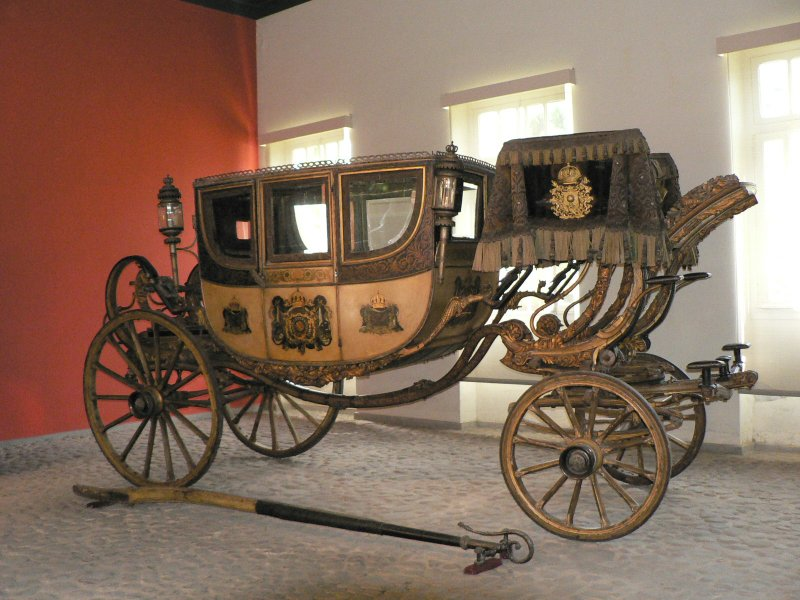
Carrozza imperiale
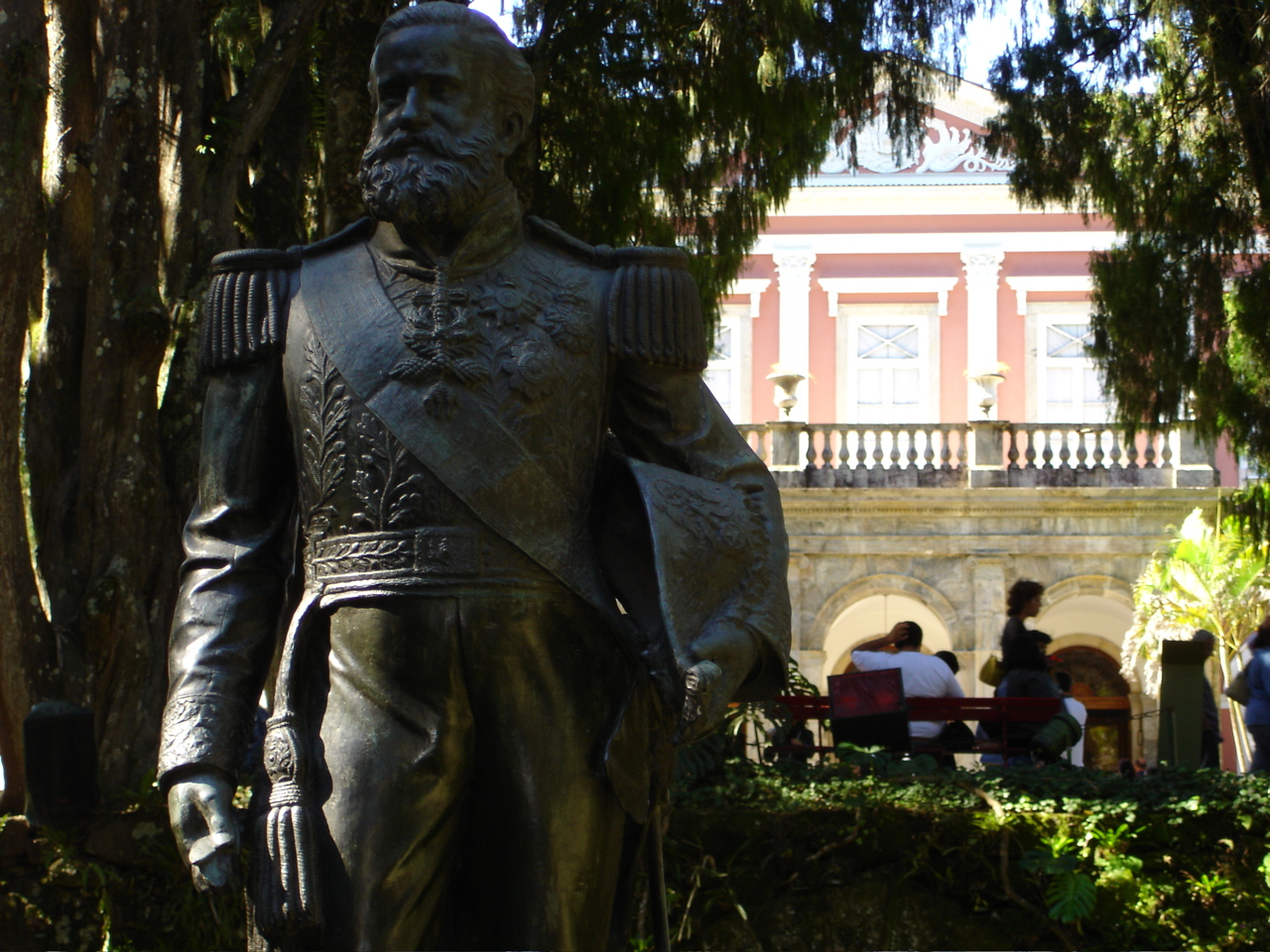
Statua di Pietro II